# NGC 2101
NGC 2101 est une galaxie irrégulière barrée de type magellanique située dans la constellation du Peintre. NGC 2101 a été découverte par l'astronome britannique John Herschel en 1837.

## Caractéristiques
Sa vitesse par rapport au fond diffus cosmologique est de 1 273 ± 5 km/s, ce qui correspond à une distance de Hubble de 18,78 ± 1,32 Mpc (∼61,3 millions d'al).
À ce jour, une mesure non basée sur le décalage vers le rouge (redshift) donne une distance d'environ 13,300 Mpc (∼43,4 millions d'al). Cette valeur est à l'extérieur mais compatible avec les valeurs de la distance de Hubble. Puisque cette galaxie est relativement rapprochée du Groupe local, il est probable que cette valeur soit plus près de la distance réelle de NGC 2101. Notons que c'est avec la valeur moyenne des mesures indépendantes, lorsqu'elles existent, que la base de données NASA/IPAC calcule le diamètre d'une galaxie.
La classe de luminosité de NGC 2101 est V-VI et elle présente une large raie HI.
En raison d'une brillance de surface égale à 14,34 mag/am2, on peut qualifier NGC 2101 de galaxie à faible brillance de surface (LSB en anglais pour low surface brightness). Les galaxies LSB sont des galaxies diffuses (D) avec une brillance de surface inférieure de moins d'une magnitude à celle du ciel nocturne ambiant.